# Peach-Pit
Peach-Pit (ピーチ・ピット, Pīchi Pitto ) este un duo feminin de artiști manga din Japonia, format din Banri Sendo (千道 万里, Sendō Banri ) și Shibuko Ebara (えばら 渋子, ) Ebara . Numele grupului lor derivă din restaurantul Peach-Pit din emisiunea TV Beverly Hills, 90210 .  Deși ambele au stiluri similare, cu unele lucrări de artă este posibil să identificăm ce artist a desenat-o. Ambii sunt cunoscuți pentru lucrările lor în stil bishōjo .
| Nume nativ | groapa de piersici            |
| Tip        | Studio manga                  |
| Fondator   | - Banri Sendo - Shibuko Ebara |
| Sediu      | Japonia                       |

Cei doi au crescut împreună și au mers la aceeași școală elementară și de atunci sunt cei mai buni prieteni. Ambii au început ca artiști manga dōjinshi , dar nu ca Peach-Pit. Apoi au fost cercetați de Dengeki Comic Gao! .  În 2008, una dintre mangale lor, Shugo Chara! , a fost distins cu Kodansha Manga Award pentru cea mai bună manga pentru copii. Shugo Chara a fost, de asemenea, transformat mai târziu într-un serial de televiziune anime .

## Recepție critică
O revizuire a lucrării lui Peach Pit afirmă; „Ceea ce îl plasează pe Shugo Chara! deasupra altor manga destinate unui public mai tânăr este mesajul de bază pe care mangaka l-au încorporat. În manga, personajele principale lucrează din greu pentru a proteja alți copii și nu renunță niciodată la visele lor.” Acest lucru este văzut ca o încurajare de către autori de a-ți „căuta potențialul, de a-ți realiza visele și de a sprijini visele prietenilor tăi este un subiect puternic și pozitiv. Poate inspira oameni de orice vârstă, așa cum se arată în poveste”.